# Lia Sophia
Lia Sophia Ferreira de Oliveira (Caiena, 24 de maio de 1978) é uma cantora, compositora, instrumentista e produtora franco-brasileira. Em 2012, sua canção "Ai Menina" esteve na trilha sonora da novela Amor Eterno Amor.

## Biografia
Lia Sophia nasceu em Caiena na Guiana Francesa. Morou no departamento francês até os dois anos de idade, quando mudou-se para Macapá, Amapá. Como descende de uma família de músicos, desde pequena está envolta neste universo, cantando em corais e igrejas.
Viveu no Amapá até os 17 anos, mudando-se para Belém no Pará para cursar Psicologia. Foi a partir de então que começou a cantar nas casas noturnas da cidade, interpretando nomes das música regional e nacional.
Cantora, compositora e instrumentista, Lia Sophia mistura ritmos da Amazônia, como o  Carimbó e a Guitarrada, com batidas internacionais como o zouk, para criar uma música tropical e dançante. Com quatro discos lançados, Livre (2005), Castelo de Luz (2009), Amor Amor (2010) e Lia Sophia (2014), um EP - Salto Mortal (2011) e um Single – Sempre Te Esperei (2015), a artista emplacou várias músicas em trilhas de TV, com destaque para Ai Menina, trilha sonora da novela Amor Eterno Amor da  Rede Globo, música que tornou-se sucesso em todo o Brasil. Além de Lero Lero, Quando eu Te Conheci, Amor de Promoção e Um Beijo que também embalaram a trilha sonora da série global A Grande Família.

## Carreira
Seu primeiro CD foi lançado em 2005, chamado "Livre" com as primeiras faixas tendo sido compostas por ela mesma. O CD apresentava um proposta totalmente nova no cenário da música paraense. Entre as faixas do disco estava sua primeira composição "Eu Só Quero Você" e também tinha regravações de diversos artistas nacionais como Débora Vasconcelos e Nilson Chaves. Seu primeiro trabalho teve uma boa recepção do público, e boa crítica. Lia já viajou por várias cidades da região Norte, Tendo recebido o Prêmio de Cantora Revelação no XXI Baile dos Artistas.
Logo Lia começou a alçar voos mais altos arriscando-se fora da Região Norte se apresentando no SESC Vila Mariana e no SESC Pinheiros em São Paulo e, em 2008 começou a intensificar os trabalhos para a gravação de seu segundo disco, "Castelo de Luz", que foi lançado no primeiro semestre de 2009 com 13 faixas.
No Final de 2008, Lia começou a mergulhar em um novo projeto, o que resultou no seu 3° CD chamado "Amor Amor" gravado no Rio de Janeiro no estúdio Zagas Music com a produção de Alexandre Moreira, que foi lançado no segundo semestre de 2009.
Eleita por Nelson Motta como a grande revelação de 2012, já esteve em diversos programas de televisão como o Som Brasil', Programa do Jô, Encontro com Fátima Bernardes, Criança Esperança, Sábado Total, Superpop, Bem Estar, Vídeo Show, Legendários e outros. A artista também tem conquistado destaque em jornais e revistas nacionais como O Globo, Folha de S.Paulo , Revista VEJA , Época (revista), por sua música ser considerada uma das grandes novidades da nova cena da música brasileira. Reconhecida nacional e internacionalmente, Lia Sophia ganhou o prêmio da Global Music Awards como Artista Emergente e foi indicada na revista Billboard americana como a ganhadora da medalha de ouro. A artista representou a música brasileira no festival Carifesta – Festival de Artes do Caribe em agosto de 2013 em Paramaribo, e no Brasil SummerFest em agosto de 2015 em Nova Iorque , com dois shows. No Brasil já se apresentou em diversos palcos importantes como Auditório Ibirapuera, Theatro da Paz, Teatro Amazonas , Sesc Pinheiros (SP), Sesc Vila Mariana (SP), Teatro de Santa Isabel, entre outros. 
No carnaval de 2013, foi convidada para participar do Carnaval Multicultural do Recife, onde fez participações em diversos pólos da cidade, participando também da Apresentação do Bloco "Quanta Ladeira" ao lado de outros nomes pernambucanos e convidados, como o cantor China, Nena Queiroga, Luiza Possi, Fafá de Belém, dentre outros.

## Vida pessoal
Em 2014, Lia assumiu publicamente seu casamento de oito anos com sua produtora Taísa Fernandes, a quem dedicou a canção Cheio de Flor.

## Discografia
- Livre (2005)
- Castelo de Luz (2009)
- Amor Amor (2010)
- Lia Sophia  (2014)
- Não Me Provoca (2017)